# Albești (Ialomița)
Albești è un comune della Romania di 1 301 abitanti, ubicato nel distretto di Ialomița, nella regione storica della Muntenia.
Il comune è formato dall'unione di 3 villaggi: Albești, Bataluri, Marsilieni.